# Villa Johann Smidt
Die Villa Johann Smidt befindet sich in Bremen, Stadtteil Mitte, Ortsteil Ostertor, Contrescarpe 32. Das Haus entstand 1891 nach Plänen von Eduard Gildemeister.
Das Haus steht seit 1973 unter Bremer Denkmalschutz.

## Geschichte
An der Contrescarpe zwischen Kohlhökerstraße und Hohenpfad wohnte eine großbürgerliche Oberschicht, die im 19. Jahrhundert Wohnhäuser in sehr unterschiedlichen Formen bauen ließ, nachdem seit 1802 die Befestigungsanlage zu einer Wallanlage umgestaltet und die Straße ausgebaut wurde. Als dieses Areal 1849 stadtbremisches Gebiet mit den vollen Bürgerrechten wurde, nahm die Bautätigkeit zu. 
Das dreigeschossige Wohnhaus mit Rotsteinfassadenteilen und einem mansarddachartigen Obergeschoss wurde für den Kaufmann Johann Smidt im Stil des Historismus gebaut. Das Gebäude vereint viele, teils verspielte, Elemente wie das Portal mit den zwei Säulen, einem spitzen Türmchen, dem oktogonem Erker und anderen Erkern.
Heute (2018) ist das Haus u. a. Firmensitz einer 1993 gegründeten Spedition.